# كوينتن بول
كوينتن بول (بالإنجليزية: Quentin Poole)‏ هو معلم موسيقى ومدرس بريطاني، ولد في 1957 في سري في المملكة المتحدة.

## وصلات خارجية
- الموقع الرسمي
- كوينتن بول على موقع ميوزك برينز (الإنجليزية)